# بلاروسکالی
بلاروسکالی (بلاروسی: Беларуськалі) شرکت صنایع شیمیایی بلاروس است، که‌ در سال ۱۹۵۸ تأسیس شد.